# Gubernatorzy generalni Filipin
Gubernatorzy generalni Filipin od założenia kolonii hiszpańskiej w 1565 do wycofania się Amerykanów w 1935 roku.

## Rządy hiszpańskie (1565–1761)
- Miguel López de Legazpi 27 kwietnia 1565 – 20 sierpnia 1572
- Guido de Lavezaris 20 sierpnia 1572 – 25 sierpnia 1575
- Francisco de Sande 25 sierpnia 1575 – kwietnia 1580
- Gonzalo Ronquillo de Peñalosa kwietnia 1580 – 10 marca 1583
- Diego Ronquillo 10 marca 1583 – 16 maja 1584
- Santiago de Vera 16 maja 1584 – maja 1590
- Gómez Pérez Dasmariñas maja 1590 – 25 października 1593
- Pedro de Rojas października 1593 – 3 grudnia 1593
- Luis Pérez Dasmariñas 3 grudnia 1593 – 14 lipca 1596
- Francisco de Tello de Guzmán 14 lipca 1596 – maja 1602
- Pedro Bravo de Acuña maja 1602 – 24 czerwca 1606
- Cristóbal Téllez de Almanza 24 czerwca 1606 – 15 czerwca 1608
- Rodrigo de Vivero y Velasco 15 czerwca 1608 – kwietnia 1609
- Juan de Silva kwietnia 1609 – 19 kwietnia 1616
- Andrés Alcaraz 19 kwietnia 1616 – 18 czerwca 1618
- Alonso Fajardo de Entenza 18 czerwca 1618 – lipca 1624
- Jeronimo de Silva lipca 1624 – czerwca 1625
- Fernándo de Silva czerwca 1625 – 29 czerwca 1626
- Juan Niño de Tabora 29 czerwca 1626 – 22 lipca 1632
- Lorenzo de Olaza 22 lipca 1632 – 1633
- Juan Cerezo de Salamanca 1633 – 25 czerwca 1635
- Sebastián Hurtado de Corcuera 25 czerwca 1635 – 11 sierpnia 1644
- Diego Fajardo Chacón 11 sierpnia 1644 – 25 lipca 1653
- Sabiniano Manrique de Lara 25 lipca 1653 – 8 września 1663
- Diego de Salcedo 8 września 1663 – 28 września 1668
- Juan Manuel de la Peña Bonifaz 28 września 1668 -24 września 24 1669
- Manuel de León 24 września 1669 – 11 kwietnia 1677
- Francisco Coloma 11 kwietnia 1677 – 21 września 21 1677
- Francisco Sotomeior y Mansilla 21 września 1677 28 września 1678
- Juan de Vargas y Hurtado września 28, 1678 – 24 sierpnia 1684
- Gabriel de Curuzealegui y Arriola 24 sierpnia 1684 – kwietnia 1689
- Alonso de Avila Fuertes kwietnia 1689 – lipca 1690
- Fausto Cruzat y Gongora lipca 1690 – 8 grudnia 1701
- Domingo Zabálburu de Echevarri 8 grudnia 1701 – 25 sierpnia 1709
- Martín de Urzua y Arismendi 25 sierpnia 1709 – 4 lutego 1715
- Jose Torralba 4 lutego 1715 – 9 sierpnia 1717
- Fernando Manuel de Bustillo Bustamante y Rueda 9 sierpnia 1717 – 11 października 1719
- Francisco de la Cuesta 11 października 1719 – 6 sierpnia 1721
- Toribio José Cosio y Campo 6 sierpnia 1721 14 sierpnia 1729
- Fernándo Valdés y Tamon 14 sierpnia 1729 – lipca 1739
- Gaspar de la Torre lipca 1739 – 21 września 1745
- Juan Arrechederra 21 września 1745 – 20 lipca 1750
- José Francisco de Obando y Solis 20 lipca 1750 – lipca 1754
- Pedro Manuel de Arandia Santisteban lipca 1754 – 31 maja 1761
- Miguel Lino de Ezpeleta czerwca 1759 – lipca 1761

## Okupacja brytyjska (1761–1764)
- Manuel Antonio Rojo del Rio Vera lipca 1761 – 6 października 1762
- Simón de Anda y Salazar 6 października 1762 – 10 lutego 1764
- Dawson Drake 2 listopada 1762 – 31 maja 1764

## Rządy hiszpańskie (1764–1898)
- Francisco Javíer de la Torre 10 lutego 1764 – 6 lipca 1765
- José Antonio Raón y Gutiérrez 6 lipca 1765 – lipca 1770
- Simón de Anda y Salazar lipca 1770 – 30 października 1776
- Pedro de Sarrio 30 października 1776 – lipca 1778
- José Basco y Vargas lipca 1778- 22 listopada 1787
- Pedro de Sarrio 22 nov 1787 – 1 lipca 1788
- Félix Berenguer de Marquina 1 lipca 1788 – 1 września 1793
- Rafael María de Aguilar y Ponce de León 1 września 1793 – 7 sierpnia 1806
- Mariano Fernández de Folgueras 7 sierpnia 1806 – 4 marca 1810
- Manuel Gonzalez de Aguilar 4 marca 1810 – 4 września 1813
- José Gardoqui Jaraveitia 4 września 1813 9 grudnia 1816
- Mariano Fernández de Folgueras 9 grudnia 1816 – 30 października 1822
- Juan Antonio Martínez 30 października 1822 – 15 października 1825
- Mariano Ricafort Palacín y Abarca 15 października 1825 – 23 grudnia 1830
- Pascual Enrile y Alcedo 23 grudnia 1830 – 1 marca 1835
- Gabriel de Torres 1 marca 1835 – 23 kwietnia 1835
- Joaquín de Crámer 23 kwietnia 1835 – 9 września 1835
- Pedro Antonio Salazar Castillo y Varona 9 września 1835 – 27 sierpnia 1837
- Andrés García Camba 27 sierpnia 1837 – 29 grudnia 1838
- Luis Lardizábal 29 grudnia 1838 – 14 lutego 1841
- Marcelino de Oraá Lecumberri 14 lutego 1841 – 17 czerwca 1843
- Francisco de Paula Alcalá de la Torre 17 czerwca 1843 – 16 lipca 1844
- Narciso Clavería y Zaldua 16 lipca 1844 – 26 grudnia 1849
- Antonio María Blanco 26 grudnia 1849 – 29 lipca 1850
- Antonio de Urbistondo y Eguía 29 lipca 1850 – 20 grudnia 1853
- Ramón Montero y Blandino 20 grudnia 1853 – 2 lutego 1854
- Manuel Pavía y Lacy 2 lutego 1854 – 28 października 1854
- Fernándo Norzagaray y Escudero 9 marca 1857 – 12 stycznia 1860
- Ramón María Solano y Llanderal 12 stycznia 1860 – 29 sierpnia 1860
- Juan Herrera Dávila 29 sierpnia 1860 -2 lutego 1861
- José Lemery e Ibarrola Ney y González 2 lutego 1861 – 7 lipca 1862
- Salvador Valdés 7 lipca 1862 – 9 lipca 1862
- Rafael de Echague y Bermingham 9 lipca 1862 – 24 marca 1865
- Joaquín del Solar e Ibáñez 24 marca 1865 – 25 kwietnia 1865
- Juan de Lara e Irigoyen 25 kwietnia 1865 – 13 lipca 1866
- José Laureano de Sanz y Posse 13 lipca 1866 – 21 września 1866
- Juan Antonio Osorio 21 września 1866 – 27 września 1866
- Joaquín del Solar e Ibáñez 27 września 1866 – 26 października 1866
- José de la Gándara y Navarro 26 października 1866 -7 czerwca 1869
- Manuel Maldonado 7 czerwca 1869 – 23 czerwca 1869
- Cárlos María de la Torre y Nava Cerrada 23 czerwca 1869 -4 kwietnia 1869
- Rafael de Izquierdo y Gutíerrez 4 kwietnia 1871 – 8 stycznia 1873
- Manuel MacCrohon 8 stycznia 1873 – 24 stycznia 1873
- Juan Alminos y de Vivar 24 stycznia 1873 – 17 marca 1874
- Manuel Blanco Valderrama 17 marca 1874 – 18 czerwca 1874
- José Malcampo y Monje 18 czerwca 1874 – 28 lutego 1877
- Domingo Moriones y Murillo 28 lutego 1877 – 20 marca 1880
- Rafael Rodríguez Arias 20 marca 1880 – 15 kwietnia 1880
- Fernando Primo de Rivera 15 kwietnia 1880 – 10 marca 1883
- Emilio Molíns 10 marca 1883 – 7 kwietnia 1883
- Joaquín Jovellar 7 kwietnia 1883 – 1 kwietnia 1885
- Emilio Molíns 1 kwietnia 1885 – 4 kwietnia 1885
- Emilio Terrero y Perinat 4 kwietnia 1885 – 1888
- Antonio Molto 1888 – 1888
- Federico Lobaton 1888 – 1888
- Valeriano Wéyler 1888 – 1891
- Eulogio Despujol 1891 – 1893
- Federico Ochando 1893 – 1893
- Ramón Blanco 1893 – 9 grudnia 1896
- Camilo Polavieja 13 grudnia 1891 – 15 kwietnia 1897
- José de Lachambre 15 kwietnia 1897 – 23 kwietnia 1897
- Fernando Primo de Rivera 23 kwietnia 1897 – 11 kwietnia 1898
- Basilio sierpniaín 11 kwietnia 1898 – 24 lipca 1898
- Fermín Jáudens 24 lipca 1898 – 13 sierpnia 1898
- Francisco Rizzo 13 sierpnia 1898 – 13 sierpnia 1898
- Diego de los Ríos 13 sierpnia 1898 – 10 grudnia 1898

## Amerykański zarząd wojskowy (1898–1901)
- Wesley Merritt 13 sierpnia 1898 – 29 sierpnia 1898
- Elwell S. Otis 29 sierpnia 1898 – 5 maja 1900
- Arthur MacArthur Jr. 5 maja 1900 – 4 lipca 1901

## Amerykański zarząd cywilny (1901–1935)
- William Howard Taft 4 lipca 1901 – 1 lutego 1904
- Luke Edward Wright 1 lutego 1904 – 3 listopada 1905
- Henry Clay Ide 3 listopada 1905 – 19 września 1906
- James Francis Smith 20 września 1906 – 11 listopada 1909
- William Cameron Forbes 11 listopada 1909 – 1 września 1913
- Newton W. Gilbert (p.o.) 1 września 1913 – 6 października 1913
- Francis Burton Harrison 6 października 1913 – 5 marca 1921
- Charles Yeater (p.o.) 5 marca 1921 – 14 października 1921
- Leonard Wood 14 października 1921 – 7 sierpnia 1927
- Eugene Allen Gilmore (p.o.) 7 sierpnia 1927 – 27 grudnia 1927
- Henry L. Stimson 27 grudnia 1927 – 23 lutego 1929
- Eugene Allen Gilmore (p.o.) 23 lutego 1929 – 8 lipca 1929
- Dwight F. Davis 8 lipca 1929 – 9 stycznia 1932
- George C. Butte (p.o.) 9 stycznia 1932 – 29 lutego 1932
- Theodore Roosevelt Jr. 29 lutego 1932 – 15 lipca 1933
- Frank Murphy 15 lipca 1933 – 14 listopada 1935

## Linie czasu
1800–1850
1850–1900
1900–1935